# Chaos Communication Congress

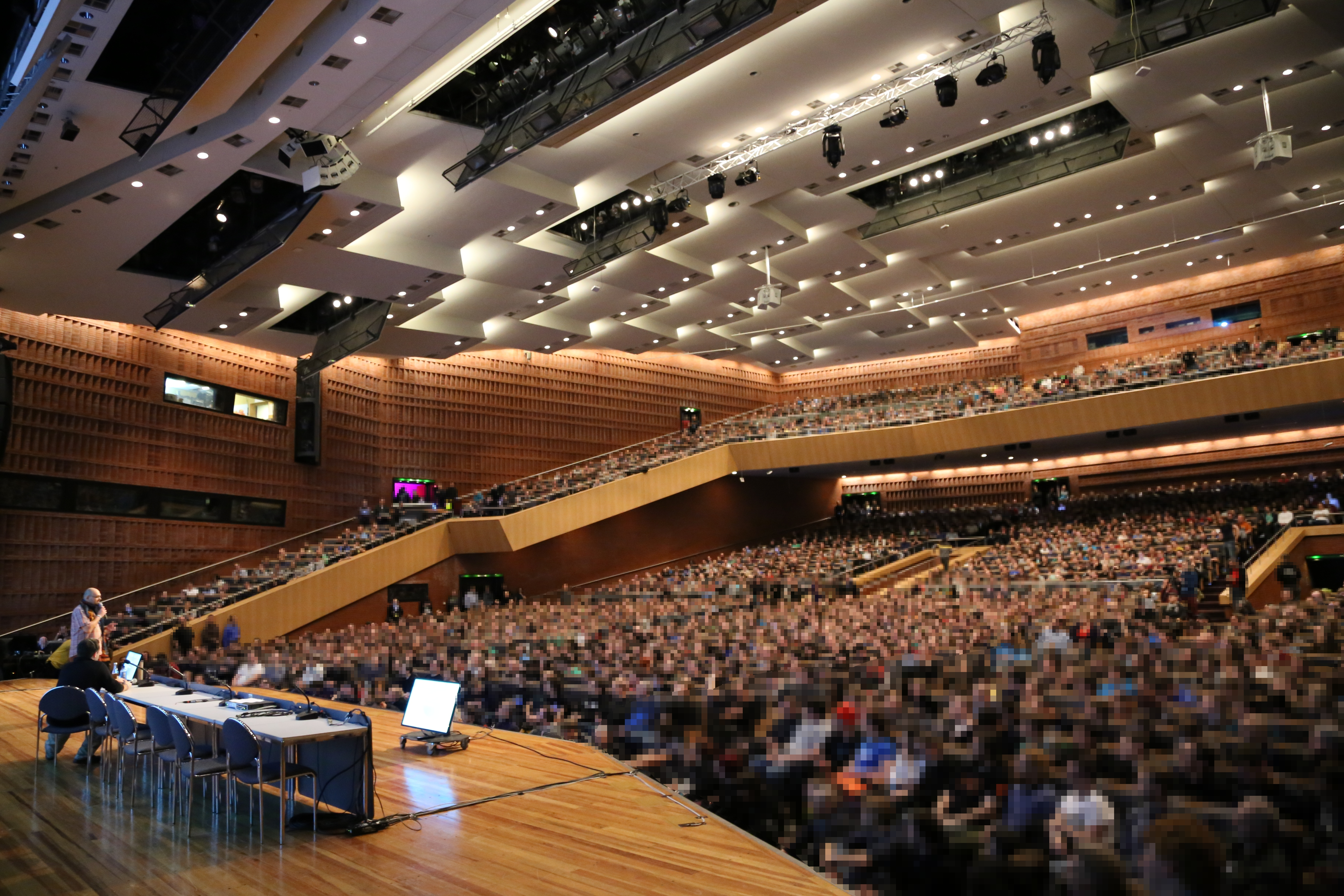
Conferència de Glenn Greenwald al 30C3

El Chaos Communication Congress és un congrés anual organitzat per Chaos Computer Club amb conferències i tallers sobre qüestions tècniques i polítiques relacionades amb la seguretat, la criptografia, la privadesa i la llibertat d'expressió en línia. L'esdeveniment es fa regularment a finals d'any des del 1984, i des del 2005 amb la data i la durada actuals, del 27 al 30 de desembre. Es considera un dels esdeveniments més grans d'aquest tipus, al costat de DEF CON de Las Vegas.

## Història
El congrés va començar el 1984 a Hamburg, es va traslladar a Berlín el 1998 i va tornar a Hamburg el 2012, superant la capacitat de l'espai de Berlín amb més de 4.500 assistents. Des de llavors, el congrés continua atraient milers persones, uns 6.600 assistents el 2012, més de 13.000 el 2015 i més de 15.000 el 2017. Des del 2017, el congrés se celebra al recinte firal de Leipzig, ja que l'espai d'Hamburg es va tabcar per renovar-se el 2017 i l'espai que hi havia no era suficient per al congrés.
Hi participen una àmplia gamma de conferenciants. Els voluntaris que organitzen l'esdeveniment s'anomenen Chaos Angels. La tarifa d'entrada per als no membres durant quatre dies va ser de 100 euros el 2016, que es va elevar a 120 euros el 2018 per incloure un bitllet de transport públic de Leipzig.
Una part important del congrés són les assemblees, espais semi-oberts amb clústers de taules i connexions a Internet per a grups i individus per col·laborar i socialitzar en projectes, tallers i converses pràctiques. Aquests espais de muntatge, que es van començar a fer des de la reunió de 2012, combinen l'espai de projecte del centre de furoners informàtics i els espais de grups distribuïts dels anys anteriors.
Entre 1997 i 2004, el congrés també va acollir el Campionat de Lockpicking alemany. El 2005 va ser el primer any que el Congrés va durar quatre dies en comptes de tres i no hi va haver el Campionat Alemany de Lockpicking.

## Llista de congressos
| No. | Any  | Motiu                                                           | curt     | visitants | Ubicació                                   |
| --- | ---- | --------------------------------------------------------------- | -------- | --------- | ------------------------------------------ |
| 1   | 1984 | CCC'84 nach Orion'64                                            |          |           | Eidelstedter Bürgerhaus a Hamburg, Germany |
| 2   | 1985 | Du Darfst                                                       |          |           | Eidelstedter Bürgerhaus a Hamburg, Germany |
| 3   | 1986 | Damit Sie auch morgen noch kraftvoll zubyten können             |          |           | Eidelstedter Bürgerhaus a Hamburg, Germany |
| 4   | 1987 | Offene Netze – Jetzt!                                           |          |           | Eidelstedter Bürgerhaus a Hamburg, Germany |
| 5   | 1988 | ich glaub' es hackt                                             |          |           | Eidelstedter Bürgerhaus a Hamburg, Germany |
| 6   | 1989 | Offene Grenzen: Cocomed zuhauf                                  |          |           | Eidelstedter Bürgerhaus a Hamburg, Germany |
| 7   | 1990 | (no motto)                                                      |          |           | Eidelstedter Bürgerhaus a Hamburg, Germany |
| 8   | 1991 | Per Anhalter durch die Netze                                    |          |           | Eidelstedter Bürgerhaus a Hamburg, Germany |
| 9   | 1992 | Es liegt was in der Luft                                        |          |           | Eidelstedter Bürgerhaus a Hamburg, Germany |
| 10  | 1993 | Ten years after Orwell                                          |          |           | Eidelstedter Bürgerhaus a Hamburg, Germany |
| 11  | 1994 | Internet im Kinderzimmer – Big business is watching you?!       |          |           | Bikini-Haus a Berlin, Germany              |
| 12  | 1995 | Pretty Good Piracy – verdaten und verkauft                      |          |           | Eidelstedter Bürgerhaus a Hamburg, Germany |
| 13  | 1996 | Der futurologische Congress – Leben nach der Internetdepression |          |           | Eidelstedter Bürgerhaus a Hamburg, Germany |
| 14  | 1997 | Nichts ist wahr. Alles ist erlaubt.                             |          |           | Eidelstedter Bürgerhaus a Hamburg, Germany |
| 15  | 1998 | All Rights Reversed                                             |          | 2.300     | Haus am Köllnischen Park a Berlin, Germany |
| 16  | 1999 | 16C3                                                            | 16C3     |           | Haus am Köllnischen Park a Berlin, Germany |
| 17  | 2000 | Explicit Lyrics                                                 | 17C3     |           | Haus am Köllnischen Park a Berlin, Germany |
| 18  | 2001 | Hacking Is Not A Crime                                          | 18C3     |           | Haus am Köllnischen Park a Berlin, Germany |
| 19  | 2002 | Out Of Order                                                    | 19C3     | 3.000     | Haus am Köllnischen Park a Berlin, Germany |
| 20  | 2003 | Not A Number                                                    | 20C3 NaN | 2.500     | Berliner Congress Center a Berlin, Germany |
| 21  | 2004 | The Usual Suspects                                              | 21C3     | 3.500     | Berliner Congress Center a Berlin, Germany |
| 22  | 2005 | Private Investigations                                          | 22C3     | 3.000     | Berliner Congress Center a Berlin, Germany |
| 23  | 2006 | Who can you trust?                                              | 23C3     | 4.200     | Berliner Congress Center a Berlin, Germany |
| 24  | 2007 | Volldampf voraus!                                               | 24C3     | 4.013     | Berliner Congress Center a Berlin, Germany |
| 25  | 2008 | Nothing To Hide!                                                | 25C3     | 4.200     | Berliner Congress Center a Berlin, Germany |
| 26  | 2009 | Here Be Dragons                                                 | 26C3     | 9.000     | Berliner Congress Center a Berlin, Germany |
| 27  | 2010 | We come in peace                                                | 27C3     | 4.000     | Berliner Congress Center a Berlin, Germany |
| 28  | 2011 | Behind enemy lines                                              | 28C3     | 3.000     | Berliner Congress Center a Berlin, Germany |
| 29  | 2012 | Not my department                                               | 29C3     | 6.500     | Congress Center Hamburg a Hamburg, Germany |
| 30  | 2013 | (no motto)                                                      | 30C3     | 9.000     | Congress Center Hamburg a Hamburg, Germany |
| 31  | 2014 | A New Dawn                                                      | 31C3     | 12.000    | Congress Center Hamburg a Hamburg, Germany |
| 32  | 2015 | Gated Communities                                               | 32C3     | 13.000    | Congress Center Hamburg a Hamburg, Germany |
| 33  | 2016 | Works for me                                                    | 33C3     | 12.000    | Congress Center Hamburg a Hamburg, Germany |
| 34  | 2017 | tuwat                                                           | 34C3     | 15.000    | Leipziger Messe a Leipzig, Germany         |
| 35  | 2018 | Refreshing memories                                             | 35C3     | 16.000    | Leipziger Messe a Leipzig, Germany         |